# Krnjice
Krnjice (cyr. Крњице) – wieś w Czarnogórze, w gminie Bar. W 2011 roku liczyła 18 mieszkańców.